# Сподахівська сільська рада
| Сподахівська сільська рада — колишній орган місцевого самоврядування у Немирівському районі Вінницької області з адміністративним центром у с. Сподахи. Сільській раді підпорядковані населені пункти: - с. Сподахи |

## Склад ради
Рада складається з 14 депутатів та голови.

## Керівний склад сільської ради
| ПІБ                        | Основні відомості                                                                       | Дата обрання | Дата звільнення |
| -------------------------- | --------------------------------------------------------------------------------------- | ------------ | --------------- |
| Маліночка Юрій Миколайович | Сільський голова, 1960 року народження, освіта, безпартійний                            | 26.03.2006   | 31.10.2010      |
| Маліночка Юрій Миколайович | Сільський голова, 1962 року народження, освіта середня спеціальна, член Партії регіонів | 31.10.2010   |                 |

Примітка: таблиця складена за даними джерела